# استویکا کراستوا
استویکا کراستوا (بلغاری: Стойка Кръстева؛ زادهٔ ۱۸ سپتامبر ۱۹۸۵) بوکسور اهل بلغارستان است.